# Jamison Jones
Jamison Jones (Rochester (Michigan), 15 februari 1969) is een Amerikaans televisie- en theateracteur, filmproducent, stuntman en scenarioschrijver.

## Biografie
Jones werd geboren in Rochester (Michigan), maar groeide op in Duitsland waar hij studeerde aan de Frankfurt International School in Oberursel. Later kwam hij terug naar Amerika en ging studeren op de high school Rochester Adams High School in Rochester Hills en haalde in 1987 zijn diploma (hier haalde Madonna in 1980 haar diploma). Hij begon zijn interesse in acteren te krijgen op deze school en kreeg een beurs om te gaan studeren aan de universiteit van Michigan in acteren, na twee jaar studeren verhuisde hij naar Los Angeles en studeerde verder aan de Universiteit van Californië en studeerde daar af in theater. In de zomers spendeerde hij zijn tijd aan het optreden in het theater met professionele acteurs vlak bij San Francisco, daar werd hij uitgenodigd om met hen mee te gaan naar Edinburgh Schotland. Toen hij terugkeerde vanuit Schotland verhuisde hij naar San Francisco en ging verder studeren aan de American Conservatory Theater in San Francisco en haalde daar zijn master in theater. Hierna heeft Jones nog in talloze toneelstukken gespeeld.
Jones begon in 1994 met acteren voor televisie in de film Radioland Murders. Hierna heeft hij nog meerdere rollen gespeeld in films en televisieseries zoals General Hospital (2004-2005), 24 (2003-2007), He Was a Quiet Man (2007) en Kamen Rider Dragon Knight (2009).

## Filmografie

### Films
Uitgezonderd korte films.
- 2024 The Womb - als en Richards
- 2022 Moon Crash - als Logan Sawyer
- 2021 Fourth Grade - als mr. Miller
- 2019 Steele Wool - als de Baas
- 2019 The Wretched - als Liam
- 2018 Collusions - als Sean
- 2017 Agoura Hills -  als Everett Storm
- 2016 Gala & Godfrey - als Max
- 2013 Puppy Love - als Ryles
- 2012 Undercover Bridesmaid - als Kevin
- 2011 Born to Ride – als Gary
- 2009 The Lodger – als LAPD-officier
- 2009 2:13 – als Jack Pullman
- 2008 West of Brooklyn – als jongen uit Californië
- 2007 A-Date– als Owen
- 2007 He Was a Quiet Man – als Scott Harper
- 2006 Protected! – als Fred Wiggum
- 2005 Soldier of God – als vechter uit de toekomst
- 2005 Street 16 – als Flynn
- 2005 Gettin' Lucky – als Guru
- 2003 Hollywood Homicide – als Bobby Riley
- 2003 Save It for Later – als Alan
- 2003 Le défi – als Debussy
- 2002 Dark Blue – als Frank
- 1997 The Last Mistress – als Darin
- 1995 Mail Bonding – als ex-vriend
- 1994 Radioland Murders – als piloot

### Televisieseries
Uitgezonderd eenmalige gastrollen.
- 2022 Les combattantes - als Marcel (Engelse stem) - - 8 afl.
- 2021 The Young and the Restless - als Jesse Gaines - 17 afl.
- 2020 General Hospital – als dr. Warren Kirk – 3 afl.
- 2020 Das letzte Wort - als Andreas Borowski - 6 afl.
- 2015 The Whispers - als Harrison Weil - 4 afl.
- 2015 True Detective - als Will Davidson - 2 afl.
- 2009 Kamen Rider Dragon Knight – als agent Phillips – 6 afl.
- 2007 24 – als agent Dan - 4 afl.
- 2004 – 2005 General Hospital – als William – 22 afl.
- 2003 24 – als deputy Nirman  - 2 afl.

### Computerspellen
- 1998 Of Light and Darkness – als diverse stemmen
- 1996 Top Gun: Fire at Will – als Stinger (stem)
- 1995 Star Wars: Rebel Assault II – the Hidden Empire – als Rookie 1 (stem)

### Filmproducent
- 2017 Agoura Hills - film
- 2008 West of Brooklyn – film
- 2005 Getting' Lucky – film
- 2003 Le Défi – korte film

### Scenarioschrijver
- 2017 Agoura Hills - film
- 2003 Le Défi – korte film

### Stuntman
- 2006 Love Thy Neighbor - korte film
- 2005 Soldier of God – film
- 2005 Gettin’ Lucky – film

### Theaterwerk
- Cyrano De Bergerac – als ??
- Angels in America - als Joe Pitt
- How the Other Half Loves - als ??
- The Rainmaker - als ??
- Dancing at Lufthansa - als ??
- All My Sons - als ??
- The Lion in Winter - als ??
- The Foreigner - als ??
- Timon of Athens – als ??

- Library of Congress Control Number: n2014064625
- Virtual International Authority File: 311458813